# (33615) 1999 JB64
1999 JB64 (asteroide 33615) é um asteroide da cintura principal. Possui uma excentricidade de 0.18186200 e uma inclinação de 10.63499º.
Este asteroide foi descoberto no dia 10 de maio de 1999 por LINEAR em Socorro.